# شقيق بن سلمة
أبو وائل شقيق بن سلمة الأسدي (1 هـ - 82 هـ) تابعي كوفي، وأحد رواة الحديث النبوي.

## سيرته
أدرك أبو وائل شقيق بن سلمة الأسدي النبي محمد، فأسلم ولم يره. وبعد وفاة النبي محمد، ارتدّت قبيلته بنو أسد بن خزيمة، وكان شقيق من بين الفارين أمام خيل خالد بن الوليد يوم بزاخة، وهو ابن إحدى عشرة سنة يومئذ. ولمّا شبّ شقيق بن سلمة، رحل إلى المدينة المنورة، وسمع من عدد من الصحابة، وقيل أنه تعلّم القرآن في شهرين.
وبعد مقتل عثمان، كان شقيق بن سلمة ممن شاركوا في وقعة صفين، وبعد أن استقر الحكم لبني أمية، استعمله عبيد الله بن زياد على بيت مال المسلمين في الكوفة إلى أن راجعه شقيق في نفقات أنفقها ابن زياد فعزله.
توفي أبو وائل شقيق بن سلمة في ولاية الحجاج بن يوسف الثقفي على العراق سنة 82 هـ بعد وقعة دير الجماجم.

## روايته للحديث النبوي
- روى عن: عمر بن الخطاب وعثمان بن عفان وعلي بن أبي طالب وعمار بن ياسر ومعاذ بن جبل وعبد الله بن مسعود وأبي الدرداء وأبي موسى الأشعري وحذيفة بن اليمان وعائشة بنت أبي بكر وخباب بن الأرت وأسامة بن زيد [4]والأشعث بن قيس وسلمان بن ربيعة الباهلي وسهل بن حنيف وشيبة بن عثمان الأوقص وعمرو بن الحارث بن أبي ضرار وقيس بن أبي غرزة الغفاري وأبي هريرة وأبي الهياج الأسدي ومسروق بن الأجدع وعلقمة بن قيس النخعي وحمران بن أبان مولى عثمان بن عفان[3] والبراء بن عازب وجرير بن عبد الله البجلي والحارث بن حسان وخالد بن الربيع العبسي وسعد بن أبي وقاص وسلمة بن سبرة وسمرة بن سهم وشقيق بن ثور السدوسي والضبي بن معبد التغلبي وعبد الله بن الزبير وعبد الله بن عباس وعبد الله بن عمر بن الخطاب وعزرة بن قيس وأبي ميسرة عمرو بن شرحبيل وكعب بن عجرة ومعضد الشيباني والمغيرة بن شعبة ويسار بن نمير وأبي سعيد الخدري وأبي مسعود الأنصاري البدري وأبي نحيلة البجلي وأم سلمة.[1]
- روى عنه: عمرو بن مرة الجملي وحبيب بن أبي ثابت والحكم بن عتيبة وواصل الأحدب وحماد بن أبي سليمان وعبدة بن أبي لبابة وعاصم بن بهدلة وأبو حصين عثمان بن عاصم الأسدي وأبو إسحاق السبيعي ونعيم بن أبي هند ومنصور بن المعتمر وسليمان بن مهران الأعمش والمغيرة بن مقسم الضبي وعطاء بن السائب وزبيد اليامي وسيار أبو الحكم ومحمد بن سوقة والعلاء بن خالد الكاهلي وأبو هاشم الرماني وأبو بشر[3] وجامع بن أبي راشد وحصين بن عبد الرحمن والزبرقان السراج والزبير بن عدي وسعيد بن مسروق الثوري وسلمة بن كهيل وصالح بن حيان القرشي وعامر بن شقيق وعامر الشعبي وعبد الملك بن أعين وعثمان بن شابور وأبو اليقظان عثمان بن عمير وأبو العنبس عمرو بن مروان النخعي وفضيل بن غزوان الضبي ومحل بن محرز الضبي ومسلم البطين ومهاجر أبو الحسن ويزيد بن أبي زياد[1] ومروان الأصفر.[5]
- الجرح والتعديل: قال عمرو بن مرة: «أبو وائل أعلم أهل الكوفة بحديث ابن مسعود»، وقال ابن سعد: «كان ثقة كثير الحديث»، وقد وثّقه يحيى بن معين[3] ووكيع بن الجراح،[2] كما روى له الجماعة.[6]